# François Lunel
François Lunel, né en 1971 à Paris, est un réalisateur français.

## Biographie
Cofondateur de la société de production Promenades Films, François Lunel a réalisé plusieurs documentaires.
Son long métrage Jours tranquilles à Sarajevo a été sélectionné au Festival de Cannes 2002 (programmation ACID).

## Filmographie

### Courts métrages
- 1999 : Sol en mer
- 2004 : Les Embarqués
- 2005 : Together with Sonny Simmons
- 2009 : Fleurs dans le miroir, lune dans l'eau

### Longs métrages
- 1998 : La Promenade inopinée
- 1999 : Heroes
- 2003 : Jours tranquilles à Sarajevo
- 2009 : L'Apparition de la Joconde
- 2009 : 89 boulevard Diderot
- 2012 : Chez Léon Coiffure